# Cryptanalyse différentielle impossible
 (mars 2024).
Si vous disposez d'ouvrages ou d'articles de référence ou si vous connaissez des sites web de qualité traitant du thème abordé ici, merci de compléter l'article en donnant les références utiles à sa vérifiabilité et en les liant à la section « Notes et références ».
En cryptanalyse, la cryptanalyse différentielle impossible ou cryptanalyse par différentielles impossibles est une technique basée sur la cryptanalyse différentielle (1990), elle a été proposée en 1999 par Eli Biham, Adi Shamir et Alex Biryukov dans le cadre de la cryptanalyse de Skipjack. Le principe en lui-même est apparu quelques années auparavant lors d'attaques différentielles, mais il n'y avait pas de méthode formellement définie.
Le principe original de la cryptanalyse différentielle est de perturber les entrées du chiffrement et observer le comportement de ces modifications dans la structure de chiffrement pour séparer les bonnes clés des mauvaises. La cryptanalyse différentielle impossible inverse le problème en cherchant des propagations qui ne se produiront assurément pas. Si une clé candidate produit un comportement considéré comme impossible alors la clé peut être écartée. 
Dans leur papier, Shamir et al. font une analogie avec un crible : l'attaque trie les clés et élimine celles qui sont en contradiction avec les observations. Ils font remarquer que le principe n'est pas complètement nouveau. En effet, la cryptanalyse d'Enigma durant la Seconde Guerre mondiale était basée sur certaines caractéristiques impossibles comme une lettre qui se chiffre en elle-même. 
Les attaques par différentielles impossibles ont été appliquées sur plusieurs chiffrements dont : 
- Skipjack
- MISTY1 et KASUMI
- SAFER
- Twofish
- E2